# Lutz Käsebier
Lutz Käsebier (* 1958) ist ein ehemaliger Boxer aus der DDR.

## Werdegang
Lutz Käsebier begann 1966 im Alter von acht Jahren bei der SG Dynamo Schönebeck mit dem Boxsport und besuchte ab seinem 14. Lebensjahr eine Kinder- und Jugendsportschule der DDR, ehe er zum SC Dynamo Berlin wechselte. 1976 war er Viertelfinalist der Junioren-Europameisterschaft in Izmir.
1978 wurde er im Leichtgewicht Zweiter bei der DDR-Meisterschaft und startete in dieser Gewichtsklasse bei der Weltmeisterschaft 1978 in Belgrad, wo er unter anderem mit einem Sieg gegen Leszek Kosedowski ins Halbfinale kam, dort kampflos ausschied und Bronze gewann. 1979 wurde er erneut DDR-Vizemeister im Leichtgewicht und 1980 auch DDR-Vizemeister im Halbweltergewicht. Weitere Erfolge waren unter anderem ein zweiter Platz beim Chemiepokal 1980, sowie ein jeweils dritter Platz 1979 und 1983.

## Nach dem Boxen
1984 beendete er seine Boxerlaufbahn und arbeitete bis 2019 als Polizist in Berlin, wobei er sich weiterhin für den Boxsport engagierte, unter anderem als Trainer bei Hertha BSC und der Bundesligastaffel Boxring Hertha BSC, zudem leitete er Boxseminare im studentischen Bereich an der Humboldt-Universität zu Berlin. Nach seiner Pensionierung gab er weiterhin Kurse in einem Boxclub in Berlin-Friedrichshain.

## Sonstiges
Sein jüngerer Bruder Dirk Käsebier war ebenfalls Boxer in der DDR-Nationalmannschaft und arbeitete ab 1997 als Boxtrainer bei SC Eintracht Berlin.